# دودلي نيوتن
دودلي نيوتن (بالإنجليزية: Dudley Newton)‏ هو مهندس معماري أمريكي، ولد في 1845 في نيوبورت في الولايات المتحدة، وتوفي بنفس المكان في 1907.